# Drahany
Drahany (Hanna-dialect: Drahanê en Duits: Drahan) is een Moravische vlek (městys) in de Tsjechische regio Olomouc, en maakt deel uit van het district Prostějov. Drahany telt 512 inwoners (2023).

## Geschiedenis
- 1310 – De eerste schriftelijke vermelding van Drahany.
- 2006 – De gemeente Drahany krijgt (opnieuw) de status vlek.
- 2016 – De vlek wordt uitgebreid met de katastrale gemeente Občiny u Drahan, die tot dat moment onder het Vojenský újezd Březina viel.[1]